# Aplicaciones móviles en Educación Física
La introducción de las aplicaciones móviles en el ámbito de la Educación, al igual que el resto de las materias, es un fenómeno relativamente reciente, siendo las primeras referencias sobre el tema en 2010. La justificación de su aparición viene vinculada con el desarrollo de dispositivos electrónicos móviles con calidad suficiente para adaptarse al aula, siendo la tableta digital el motor inicial de su éxito. En cualquier caso, existían experiencias anteriores con otros dispositivos electrónicos (como por ejemplo las PDAs o iPods, que no terminaron de alcanzar el éxito de esta última. De esta forma, la portabilidad, la capacidad de almacenaje, el tamaño y calidad de la pantalla, las innumerables posibilidades de uso y sobre todo la incorporación de una cámara son, entre otras, razones para este éxito.
Dentro de la Educación Física, la incorporación de aplicaciones digitales constituye un ejercicio de innovación docente en el área, que está transformando la metodología de la asignatura y que está llamada a ser una de las mayores revoluciones en la misma en los últimos tiempos. Además, para algunos autores puede mejorar la tasa de adherencia a la actividad física entre el alumnado y motivar hacia un estilo de vida más saludable. En el entorno escolar, la utilización de aplicaciones en la clase de Educación Física proporcionan un valor añadido a las diferentes actividades de los bloques de contenido, facilitan el aprendizaje motor (sobre todo gracias a la posibilidad de implementar retroalimentación inmediata sobre las prácticas motrices desarrolladas por los estudiantes) y, parece ser, un elemento extra de motivación para el alumnado, aunque sobre esto no existe total acuerdo. Todo ello se ve facilitado al ser la Educación Física un área eminentemente procedimental, lo que permite que las tecnologías de la información y la comunicación puedan ser aplicadas de una forma muy amplia y variada.
El éxito antes comentado en cuanto a la introducción de esta tecnología en el aula de Educación Física, ha cambiado por completo el panorama existente. De esta forma, se pasó de existir amplias dificultades para su uso, debido a la falta de instalaciones inalámbricas en los centros y materiales didácticos adaptados y su localización, a existir en la actualidad gran cantidad de trabajos con indicaciones metodológicas y experiencias prácticas publicadas, tanto para el desarrollo de contenidos, como para la evaluación de la materia, etc. Además junto con estos trabajos de mayor corte académico han surgido numerosas páginas web de apoyo en las que se presentan las aplicaciones más indicadas con sus usos respectivos.

## Aplicaciones para el desarrollo de la condición física

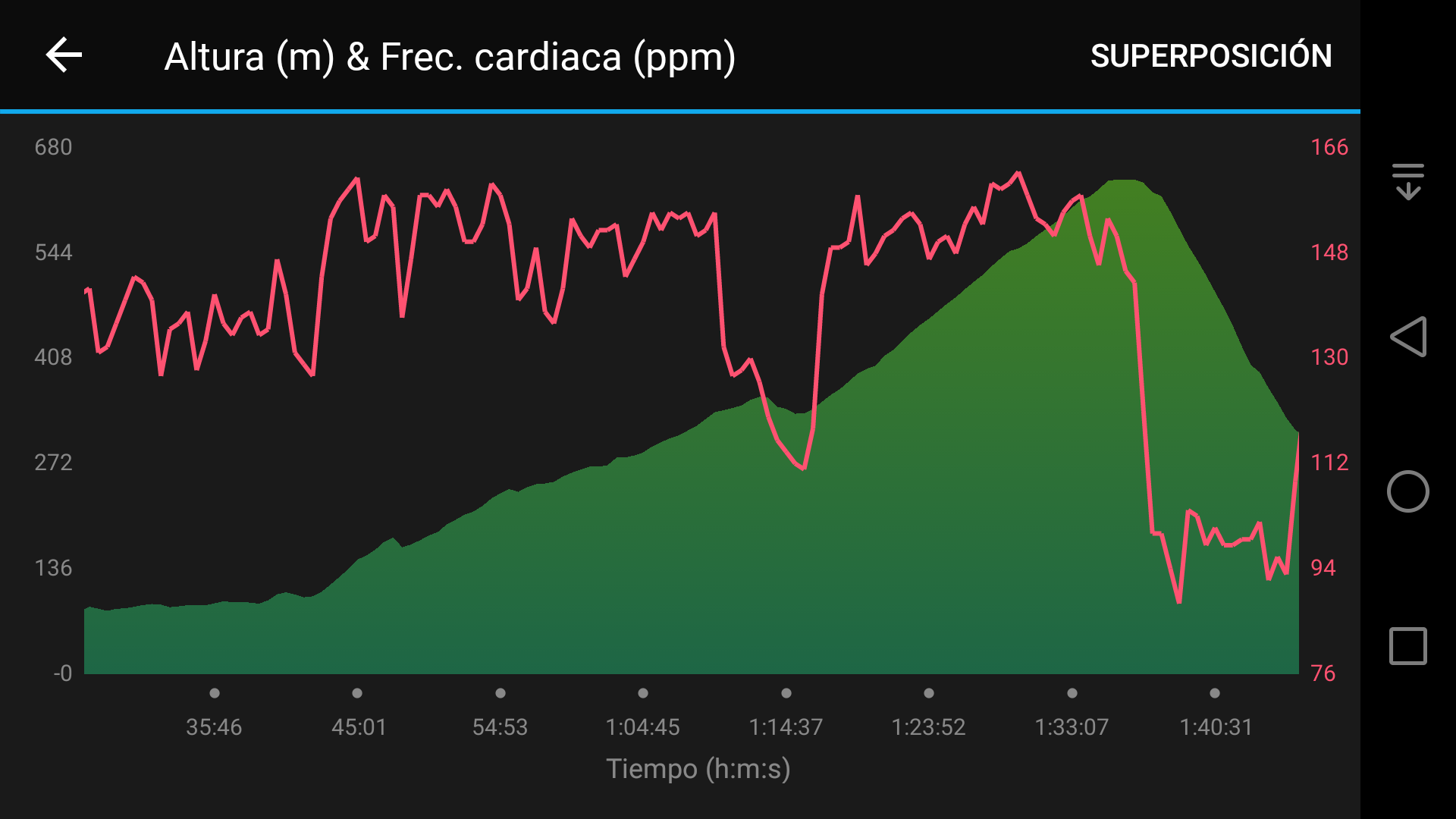
aplicación móvil

Favorecen el diseño autónomo de programas de entrenamiento de las capacidades físicas, calentamiento deportivo o actividades de estiramiento. Algunas de las más destacadas son las siguientes:
- Music Beep Test, es una aplicación para realizar el test de Course-Navette, herramienta fundamental para conocer el nivel de condición física.
- Runtastic Podómetro, calcula y registra el número de pasos que realiza el usuario.
- Sworkit es una aplicación, que muestra circuitos de ejercicios de entrenamiento físico adaptados según el nivel de condición física.[32]
- Stretching & Flexibility, funciona como recurso para el trabajo de la flexibilidad. En ella aparecen diversidad de actividades de ejercicios de estiramientos.
- Endomondo, permite llevar un registro de diferentes deportes aeróbicos, introducir entrenamientos en el calendario y recibir frases motivadoras.[32]

## Aplicaciones relacionadas con actividades físicas en el medio natural
Aplicaciones para la iniciación y participación en actividades físicas en el medio natural y uso de nuevas tendencias como geocaching. Fomentar el uso de estas aplicaciones puede ser útil a la hora de concienciar al alumnado de la importancia de los desplazamientos activos y, además, les incentivamos a que realicen actividad física en el entorno cercano, conociendo así su realidad más próxima.
- C:Geo: es una aplicación gratuita para la práctica del geocaching. En ella se pueden buscar "caches" usando mapa y brújula sin conexión, lo que nos facilita su uso en clase donde el alumnado pueda carecer de conexión vía móvil.
- Wikiloc.
- Diferentes aplicaciones de brújula, entre las que destacamos smart compass. Su principal ventaja radica en que puede aparecer sobreimpresa la imagen que visualizamos sobre la cámara del dispositivo, haciendo así más atractivo el trabajo para el alumnado.
- Los Códigos QR pueden ser utilizados como sustitutos de las balizas en actividades de Orientación (deporte) para ser leídos a través de dispositivos móviles o tablets. Además, algunas aplicaciones como QRCode Monkey permiten enlazar el contenido a textos, vídeos, webs,...[34]
- AndAndo: Graba las rutas a través del GPS y las convierte en mapas, lo que a convierte en una herramienta muy útil para actividades de senderismo.[32]

## Aplicaciones orientadas al desarrollo de la psicomotricidad
Este grupo de aplicaciones ofrecen diferentes guías, explicaciones y propuestas prácticas, que el alumnado puede utilizar tanto en la práctica en clase como para la ampliación de conocimientos. 
- Breath: ofrece contenidos relacionados con la respiración como vídeos explicativos con los diferentes tipos o guías para realizar actividades de técnica de relajación.
- Jump it: distribuye los diferentes tipos de saltos a la comba según su dificultad y permite organizar al alumnado de forma individual, en parejas o por grupos.

## Aplicaciones para el desarrollo de contenidos de expresión corporal
- Balance it, es un recurso didáctico para las sesiones de acrosport, en el cual se muestran figuras que el alumnado puede realizar de modo autónomo.
- Drama Games, ofrece juegos de dramatización. Se plantean diferentes situaciones que pueden ser usadas en sesiones de expresión corporal.
- Pro Metronome app: concebida para ser empleada para juegos y actividades de ritmo.
- FIT Radio, nos proporciona un recurso con diversidad de música para utilizar en clases de expresión corporal
- Video Delay Instant Replay, permite realizar vídeos de los movimientos que realiza el alumnado, para el control del cuerpo y concienciación corporal.[33]
- GoNoodle: aplicación que muestra diferentes coreografías en vídeo fáciles de seguir y que normalmente están acompañadas de letras sencillas en inglés que permiten trabajar el vocabulario en esta lengua.[35]

## Aplicaciones útiles para las situaciones motrices de juegos y deportes
Este grupo de aplicaciones puede servir de gran ayuda los docentes a la hora de impartir este bloque de contenidos.
- Coach's playbook: permite al usuario disponer de una pizarra digital en la cual se pueden realizar los diferentes dibujos para la práctica deportiva, facilitando así la comprensión por parte del alumnado e incrementado el tiempo de práctica.
- Coachs's eye: aplicación muy interesante a la hora de evaluar o simplemente dar feedback a los alumnos. Se puede grabar el gesto técnico a realizar y hacer cortes del vídeo. También se puede editar y llevar a cabo así las correcciones pertinentes para facilitar la comprensión y, por tanto, la mejora de los alumnos.
- Aplicaciones de deportes concretos como "Ejercicios de Pilates" o "Daily yoga", permiten al profesorado realizar estos tipos de actividad física en clase y, por otro lado, al alumnado le da la posibilidad de practicarlo en casa y así promover un uso activo del tiempo de ocio.[32]